# Partido judicial de Corcubión
El Partido judicial de Corcubión es uno de los 45 partidos judiciales en los que se divide la Comunidad Autónoma de Galicia, siendo el partido judicial n.º 7 de la provincia de La Coruña, y uno de  los 14 partidos judiciales de dicha provincia.
Comprende a las localidades de Camariñas, Cee, Corcubión, Dumbría, Finisterre, Mugía, Vimianzo y Zas
La cabeza de partido y por tanto sede de las instituciones judiciales es Corcubión. La dirección del partido se sitúa en la Rúa da Viña de la localidad. Corcubión cuenta con dos Juzgados de Primera Instancia e Instrucción.